# Łukasz Garguła
Łukasz Garguła (Żagań, Polonia, 25 de febrero de 1981) es un futbolista polaco que juega de centrocampista en el Miedź Legnica de la I Liga de Polonia.

## Biografía
Garguła empezó su carrera futbolística en el Piast Iłowa. Jugó un par de temporadas en el Polar Wrocław.
En 2002 ficha por el GKS Bełchatów. Con este club consigue ascender a la primera división polaca (Ekstraklasa) en 2005. En la temporada 06-07 el equipo realiza una muy buen temporada, quedando subcampeón de Liga.

### Selección nacional
Ha sido internacional con la Selección de fútbol de Polonia en 12 ocasiones. Su debut como internacional se produjo el 2 de septiembre de 2006 en un partido contra Finlandia en el que su equipo perdió por tres goles a uno. En ese mismo partido fue cuando Garguła se estrenó como goleador con su selección.
Fue convocado para participar en la Eurocopa de Austria y Suiza de 2008, aunque finalmente el entrenador no le dio oportunidad de debutar en el torneo.

## Clubes
| Club           | País    | Año       |
| -------------- | ------- | --------- |
| Piast Iłowa    | Polonia | 1999-2000 |
| Polar Wrocław  | Polonia | 2000-2002 |
| GKS Bełchatów  | Polonia | 2002-2009 |
| Wisła Cracovia | Polonia | 2009-2015 |
| Miedź Legnica  | Polonia | 2015-     |

## Títulos
Wisła Cracovia:
- Ekstraklasa (1): 2010/2011